# U/21 Europamesterskabet i fodbold 2019
U/21 Europamesterskaberne i fodbold 2019 var den 22. udgave af europamesterskaberne for U/21-landshold, arrangeret af UEFA. Slutrunden blev afholdt 16. - 30. juni 2019 i Bologna, Cesena, Reggio Emilia og Udine i Italien, samt i San Marino. Turneringen fungerede desuden som kvalifikationsturnering til den olympiske fodboldturnering i 2020.

## Kvalifikation
Den ene værtsnation, Italien, var selvskreven deltagere, mens den anden værtsnation, San Marino, skulle igennem kvalifikationsturneringen, for at kvalificere sig. I kvalifikationsturneringen deltog 54 landshold (hvilket var rekord), der var fordelt i ni puljer med seks hold i hver. Kosovo og Gibraltar deltog for første gang i en kvalifikationsturnering til en U/21-slutrunde. De ni puljevindere kvalificerede sig til mesterskaberne, mens fire af toerne skulle spille playoff-kampe om de to sidste pladser. I alt blev der fundet 11 deltagere, der udover Italien skulle deltage i slutrunden. De første kampe i kvalifikationen blev spillet 25. marts 2017 og gruppespillet blev afsluttet 16. oktober 2018. De afsluttende playoffkampe blev spillet 12. - 20. november 2018.

### Kvalificerede hold
Følgende hold kvalificerede sig til slutrunden:
| Hold     | Kvalifikationsmåde | Kvalifikationsdato | Nummer deltagelse | Seneste slutrunde  | Hidtil bedste præstation                   |
| -------- | ------------------ | ------------------ | ----------------- | ------------------ | ------------------------------------------ |
| Italien  | Vært               | 9. december 2016   | 20                | 2017 (semifinale)  | Mester (1992, 1994, 1996, 2000, 2004)      |
| Spanien  | Vinder af gruppe 2 | 6. september 2018  | 14                | 2017 (finalist)    | Mester 1986, 1998, 2011, 2013)             |
| Frankrig | Vinder af gruppe 9 | 7. september 2018  | 9                 | 2006 (semifinale)  | Mester (1988)                              |
| England  | Vinder af gruppe 4 | 11. oktober 2018   | 15                | 2017 (semifinale)  | Mester (1982, 1984)                        |
| Serbien  | Vinder af gruppe 7 | 12. oktober 2018   | 11[SRB]           | 2017 (gruppespil)  | Mester (1978) (Som Jugoslavien)[SRB]       |
| Tyskland | Vinder af gruppe 5 | 12. oktober 2018   | 12                | 2017 (mester)      | Mester (2009, 2017)                        |
| Kroatien | Vinder af gruppe 1 | 15. oktober 2018   | 3                 | 2004 (gruppespil)  | Gruppespil (2000 2004)                     |
| Danmark  | Vinder af gruppe 3 | 16. oktober 2018   | 8                 | 2017 (gruppespil)  | Semifinale (1992, 2015)                    |
| Belgien  | Vinder af gruppe 6 | 16. oktober 2018   | 3                 | 2007 (semifinale)  | Semifinale (2007)                          |
| Rumænien | Vinder af gruppe 8 | 16. oktober 2018   | 2                 | 1998 (kvartfinale) | Kvartfinale (1998)                         |
| Polen    | Vinder af playoff  | 20. november 2018  | 7                 | 2017 (gruppespil)  | Kvartfinale (1982, 1984, 1986, 1992, 1994) |
| Østrig   | Vinder af playoff  | 20. november 2018  | 1.                | —                  | Debut                                      |

Noter
1. ^ a b Serbiens deltagelser inkluderer 4 som Jugoslaven og 2 som Serbien og Montenegro. Deres tidligere bedste præstation som Serbien var finalist i (2007).

## Slutrunden

### Gruppespillet
De tolv deltagende hold var inddelt i tre grupper med fire hold i hver. De fire guppevindere og én toer kvalificerede sig til semifinalerne.

#### Gruppe A
| Pos | Hold    | K | V | U | T | M+ | M- | MF | P | Kvalificeret til |
| --- | ------- | - | - | - | - | -- | -- | -- | - | ---------------- |
| 1   | Spanien | 3 | 2 | 0 | 1 | 8  | 4  | +4 | 6 | Semifinale       |
| 2   | Italien | 3 | 2 | 0 | 1 | 6  | 3  | +3 | 6 |                  |
| 3   | Polen   | 3 | 2 | 0 | 1 | 4  | 7  | −3 | 6 |                  |
| 4   | Belgien | 3 | 0 | 0 | 3 | 4  | 8  | −4 | 0 |                  |